# Cầu đường bộ Đà Rằng (nội ô Tuy Hòa)
Cầu Đà Rằng là một cây cầu đường bộ bắc qua sông Đà Rằng (sông Ba) tại thành phố Tuy Hòa, tỉnh Phú Yên, Việt Nam.
Cầu nằm bên cạnh cầu đường sắt Đà Rằng, được chính quyền Việt Nam Cộng hòa cho xây dựng từ năm 1969 đến năm 1971. Cầu có chiều dài 1.105 m, gồm 60 nhịp, mặt cầu rộng 7,7 m với hai làn xe, có kết cấu trụ bê tông cốt thép, dầm thép chịu lực.
Trước đây, cầu nằm trên tuyến đường Quốc lộ 1, nay nằm trên đại lộ Nguyễn Tất Thành.
Ngày 19 tháng 1 năm 2018, cầu Đà Rằng mới đã được khởi công xây dựng, nằm bên cạnh, về phía thượng lưu cầu cũ. Cầu mới có chiều dài 1.128 m, chiều rộng 10,5 m, đáp ứng hai làn xe lưu thông. Công trình được thông xe kỹ thuật vào ngày 31 tháng 1 năm 2019 và đến ngày 31 tháng 5 cùng năm được chính thức bàn giao cho UBND thành phố Tuy Hòa để đưa vào sử dụng.